# 日産マリーン
日産マリーン株式会社は、かつて神奈川県横浜市に本店を置いていた、日本の企業である。
主にプレジャーボートの製造、中古艇の販売・買取、及び舟艇部品の製造等を中心に事業を展開していた。出資比率は日産自動車が100%。本店所在地は日産自動車グローバル本社。

## 概要
1995年8月1日、日産自動車のマリーン事業部を分社化する形で同社により100％出資で設立された。日本全国に営業所を設置するほか、サービスセンター、運営受託・直営マリーナも置く。マリーンエンジンやオートスパンカーなど部品を扱うほか、中古艇も扱う。横浜フローディングボートショーをはじめ、日本各地で開催される各国際ボートショーに出展。カスタムボートの製造も請け負っていた。
2015年3月、日産マリーンブランドの舟艇（新艇）並びにエンジンの製造を終了。
2015年6月、旧大分工場をニュージャパンマリンに売却。
2016年3月、舟艇並びにエンジンの販売を終了。
2021年3月19日、アフターメンテナンスとマリーナ運営受託業務を終了し、解散する事を株主総会にて決議。
2021年9月24日、横浜地方裁判所から特別清算開始決定を受ける。負債総額は約8億100万円。
2022年3月17日、法人格消滅。

## 製品
20フィート代のプレジャーボートを主流とする商品展開であり、なかでも25フィート艇は、U字形のモーターウエルで船外機を前進させ、マリーナバースの料金区分に合わせた「実測8m以内」とすることで、日本国内の需要に合致させている。2007年には、34フィートの「N34コンバーチブル」を発表している。
以前は、日産自動車の自動車用ガソリン・ディーゼルエンジンを船舶用に変更した「日産マリーンエンジン」もラインナップしていたが、量産効果が薄いことから全て廃止され、現在では、ホンダからOEM供給を受ける船外機のみに絞っている。インボードのディーゼルエンジンには、いすゞマリン製造やボルボ ペンタ（スターンドライブ）を採用している。